# Episodi di Ispettore Maggie (quinta stagione)
La quinta stagione della serie televisiva Ispettore Maggie è stata trasmessa in anteprima nel Regno Unito dalla ITV tra il 1º settembre 1984 e il 24 novembre 1984.
| nº | Titolo originale               | Titolo italiano | Prima TV Regno Unito | Prima TV Italia |
| -- | ------------------------------ | --------------- | -------------------- | --------------- |
| 1  | Finders, Keepers               |                 | 1º settembre 1984    |                 |
| 2  | Losers, Weepers                |                 | 8 settembre 1984     |                 |
| 3  | Do It Yourself                 |                 | 15 settembre 1984    |                 |
| 4  | The Conference                 |                 | 22 settembre 1984    |                 |
| 5  | The Good, the Bad and the Rest |                 | 29 settembre 1984    |                 |
| 6  | Mad Dog                        |                 | 6 ottobre 1984       |                 |
| 7  | Wise Child                     |                 | 13 ottobre 1984      |                 |
| 8  | Appearances Can Be Deceptive   |                 | 20 ottobre 1984      |                 |
| 9  | Secrets                        |                 | 27 ottobre 1984      |                 |
| 10 | Fox and Hounds                 |                 | 3 novembre 1984      |                 |
| 11 | Cure                           |                 | 10 novembre 1984     |                 |
| 12 | A Woman's Word                 |                 | 17 novembre 1984     |                 |
| 13 | Exit Laughing                  |                 | 24 novembre 1984     |                 |